# 붉은 실 (드라마)
《붉은 실(赤い糸)》는 일본 후지 TV에서 2008년 12월 6일 ~ 2009년 2월 28일 매주 토요일 오후 11시 10분부터 11시 54분까지 방영한 드라마로 총 11화로 구성, 총 11회. 주연은 미나미사와 나오, 미조바타 준페이. 평균 시청률 8.5%, 최고 시청률 10.9%를 기록하였다.

## 개요
2006년 7월, 일본 휴대전화 소설 종합 사이트 ‘마법의 도서관’랭킹에 등장하여, 연재 1개월 뒤 열람 순위 1위를 기록하였다. 그 후, 오랜 기간 1위를 지키면서 전설의 휴대폰 소설이라고 말할 정도로 큰 인기를 일본 현지에서 얻었다. 특히, 여자 중고생에 높은 인기를 얻었다. 2008년 4월 후지 TV가, 드라마·영화화 한다고 발표하였다.

## 캐스팅
타케미야 메이 ： 미나미사와 나오
이른바 어디에도 있을 것 같은 여자아이. 밝은 성격으로, 친구들도 많고, 가족생각을 많이한다. 주술을 믿는 어린아이같은 면도 있지만 어떤 일에 대해서도 열심으로 자신이 믿으면 의지를 꺾지 않는 심지 강함도 있다.
니시노 아츠시 (앗쿤)：미조바타 준페이
모자가정으로 어딘가 어른스러워지고, 자신의 기분을 겉으로 드러내지 않는다. 메이와의 만남이 닫혀있었던 아츠시의 마음을 서서히 변화시켜 간다.
타카하시 리쿠 (타카짱)：키무라 료
밝고 개방적인 성격. 언뜻 보기에는 노는 사람처럼 보이지만, 연애에 대해서는 처음. 메이와 중학교를 졸업하고나서 사귀기 시작하지만 점차 메이를 의심하기 시작한다. 엄마는 돌아가시고 아빠가 정식집을 하고있다. 가장 좋아하는 음식은 카레라이스.
야마기시 미아：오카모토 레이
요즘 흔히 볼 수 있는 소녀로 항상 만남을 추구하고 있는 행동적인 타입. 메이의 친구로 언제나 행동을 함께 하고 있다.
타도코로 아사미：이시바시 안나
아츠시의 소꼽친구. 부친의 마약이 원인으로 양친이 이혼. 어렸을 적부터 고독을 서로 나눠왔던 아츠시를 유일의 마음을 의지할 곳으로 하고 있다.
나카가와 사라：사쿠라바 나나미
평소는 수수하고 어른스럽지만 사적으로는 고스로리패션으로 밴드를 쫓아다니고 있다.
후지와라 나츠키(나트)：야나기시타 토모
축구부 소속의 스포츠맨. 아츠시와는 초등학교로부터의 친구.
나카니시 유리아：스즈키 카스미
메이의 중학교 클래스 메이트로 성적이 좋고 성실한 성격의 소유자. 나츠키와는 티격거리지만 나쁘지 않은 사이이다.
카미야 미츠루 (미츠)：타지마 료
분위기메이커같은 존재로 밴드에 목숨을 걸고 있다.
타케미야 하루나：이와타 사유리
상냥하고 여동생을 많이 생각한다.
시노자키 유야：야자키 히로시
메이의 소꿉친구.
카와구치 미야비 ：히라타 카오루
메이와 같은 반 학생. 아이들을 마약상에게 연결 시켜주는 존재. 슈에게 배신 당하고 만다.
야스다 슈：와카바 류야
메이와 같은 학교 학생. 판다상이라 불리며 판다 인형에 마약을 넣어 팔고있다. 무라코시 코이치와 관계 있어 보이는 인물이다.
코타：야마다 길슨
유야의 반 친구. 날라리풍의 학생으로 타카와 어울리며 싸움을 하고 다닌다. 메이를 보고 맘에 들어해 유야에게 부탁해 알고지내게 됐다.
이노우에 슌사쿠：야시바 토시히로
메이의 담임 선생.
무라코시 코이치：마츠다 켄지
아츠시의 엄마와 아는 사이로 아츠시의 경계를 받고 있다. 마약을 취급하는 듯한 위험한 존재.
니시노 나츠미：야마모토 미라이
아츠시의 엄마. 약물중독으로 병원에 입원해 장기 치료를 받고 있는 중이다.
모리사키 타카미치：오기 시게미츠
신사의 주지사로 혼자가 된 아츠시를 돌봐준다. 아츠시의 든든한 후원자라고 할 수 있다.
타케미야 토시히사：코모토 마사히로
메이의 아빠.
타케미야 사치코：와타나베 노리코
메이의 엄마. 처음 만나 이름을 알게 된 아츠시에게 묘한 관심을 갖는다.

## 스태프
- 각본：와타나베 치호, 한자와 리츠코
- 음악：칸노우오
- 프로듀서：세키야 마사유키, 타네다 요시히코(후지 TV), 모리야스 아야(쿄도 TV)
- 연출：무라카미 쇼스케(쿄도 TV), 카와무라 타이스케 (후지 TV)
- 제작：후지TV , 쿄도 TV

## 부제·시청률
| 각 화                                                   | 방송일           | 부제                          | 각본          | 연출              | 시청률 |
| ------------------------------------------------------- | ---------------- | ----------------------------- | ------------- | ----------------- | ------ |
| 제1화                                                   | 2008년 12월 6일  | 너를 만나기 위해 사랑을 한다. | 한자와 리츠코 | 무라카미 쇼스케   | 7.5%   |
| 제2화                                                   | 2008년 12월 13일 | 고독을 치료하는 초콜릿        | 한자와 리츠코 | 무라카미 쇼스케   | 8.4%   |
| 제3화                                                   | 2008년 12월 20일 | 만난 두 사람                  | 와타나베 치호 | 무라카미 쇼스케   | 7.8%   |
| 제4화                                                   | 2009년 1월 10일  | 나가사키의 하늘에             | 와타나베 치호 | 무라카미 쇼스케   | 10.0%  |
| 제5화                                                   | 2009년 1월 17일  | 효과 없는 약                  | 와타나베 치호 | 카와무라 타이스케 | 10.9%  |
| 제6화                                                   | 2009년 1월 24일  | 끊어진 실                     | 와타나베 치호 | 카와무라 타이스케 | 8.0%   |
| 제7화                                                   | 2009년 1월 31일  | 새로운 사랑의 시작            | 와타나베 치호 | 카와무라 타이스케 | 8.4%   |
| 제8화                                                   | 2009년 2월 7일   | 붉은 실                       | 와타나베 치호 | 무라카미 쇼스케   | 8.0%   |
| 제9화                                                   | 2009년 2월 14일  | 366일                         | 와타나베 치호 | 무라카미 쇼스케   | 8.9%   |
| 제10화                                                  | 2009년 2월 21일  | 어른이 될 수 없는 아이들      | 와타나베 치호 | 카와무라 타이스케 | 7.0%   |
| 최종화                                                  | 2009년 2월 28일  | 그래도 좋다고 생각되는 사랑   | 와타나베 치호 | 무라카미 쇼스케   | 8.9%   |
| 평균 시청률 8.5% (시청률은 간동지방 비디오 리서치 조사) |                  |                               |               |                   |        |

## 관련 음반

### 주제곡
- HY / 366日

### 삽입곡
- lego big morl / Ray (레이블 : OORONG RECORDS)

### Original Sound Tracks
1. 赤い糸 -メインテーマ-
2. Walk away ～1度目の出会いは偶然～
3. 気まぐれな神様
4. 面白いヤツ
5. ハイタッチ
6. 絵馬にある願い
7. また巡り会えるよ
8. 桜のおまじない
9. 同じ誕生日の二人
10. もしよかったら攻撃
11. 大切に思っていたのに
12. 涙を堪えて
13. 赤い糸の伝説
14. 笑顔の君と
15. 照れ隠し
16. どうして･･･
17. 守れない約束
18. 取り返しのつかないこと
19. 別れを選ぶ恋
20. Walk away ～2度目の出会いは運命～
21. 366日 -Piano Version-

## 같이 보기
- 붉은 실 (소설) : 모바일 소설, 원작.
- 붉은 실 (영화) : 2008년 12월 20일 개봉한 영화.